# Джин Артур
Джин А́ртур (англ. Jean Arthur, справжнє ім'я Ґле́діс Джорджіа́на Ґрін; 17 жовтня 1900 — 19 червня 1991) — американська акторка та викладачка університету, одна з провідних комедійних акторок у 1930-х і 40-х роках.
Найвідоміші ролі виконала у трьох фільмах Френка Капри: «Містер Дідс переїжджає до міста» (1936), «З собою не забрати» (1938) та «Містер Сміт вирушає до Вашингтона» (1939). 1944 року була номінована на премію Оскар за найкращу жіночу роль у фільмі «Чим більше, тим веселіше» (1943). Джеймс Гарві у книзі про ту епоху писав: «Ніхто не був так тісно пов'язаний з ексцентричною комедією, як Джин Артур. Вона була частиною всього цього, настільки її статус зірки визначався цим, що сам стиль ексцентричної комедії просто неможливо уявити без її участі».
Її остання роль у фільмі Джорджа Стівенса «Шейн» (1953) була яскравою і незабутньою. 1944 року Артур номінувалася на премію «Оскар» за роль Констанс Мілліган у фільмі «В тісноті та не в образі».
Джин Артур воліла вести замкнутий спосіб життя. Вона відмовлялася від інтерв'ю, уникала фотографів, не бажала брати участь в жодній рекламі. Журнал «Лайф» у статті 1940 року писав: «Як і Ґарбо, Джин Артур уособлювала собою голлівудську зірку, оповиту непроникною таємницею».

## Життєпис
Ґледіс Джоржіана Ґрін народилася у Платтсбурзі, штат Нью-Йорк, в протестантській сім'ї Йоганни Нельсон та Г'юҐріна Ґріна. Її бабуся і дідусь були переселенцями з Норвегії, що оселилися на американському Заході. Вона також мала далеких предків з Англії. Мала старших братів Дональда Г'юберта (1891), Роберта Б. (1892) і Альберта Сідні (1894), а також сестер. З 1908 по 1915 рік сім'я жила у Вестбруці, штат Мен, в цей час батько працював фотографом в портретній галереї Lamson Studios у Портленді. Сім'я часто переїжджала. Шкільні роки Ґледіс провела в околицях Вашингтон-Гайтс, на 159-й вулиці верхнього Мангеттена, неподалік від мальовничої річки Гудзон. У 1915 році вони переїхали до Нью-Йорка, і їй довелося припинити навчання «за сімейними обставинами».
Під час Першої світової війни Ґрін, володіючи знаннями стенографії, працювала стенографісткою на Бонд-стріт у нижньому Мангеттені. До закінчення війни у 1918 році вона жила з матір'ю: батько, брати і сестри пішли на фронт, брат Альберт помер від травм, отриманих в бою.

## Кар'єра

### Німе кіно
Працюючи моделлю у Нью-Йорку на початку 1920-х, Ґледіс Ґрін привернула увагу студії «Fox Film», що шукала нових красивих, динамічних і сексуальних зірок, покликаних привернути молоду аудиторію епохи джазу. Підписавши зі студією однорічний контракт, Ґрін з матір'ю вирушила до Каліфорнії. Там дебютувала у німому фільмі «Камео Кірбі» (1923) режисера Джона Форда. Сценічне ім'я акторка взяла від двох улюблених героїв: Жанна д'Арк і Король Артур. Після невеликої ролі в «Камео Кірбі» Артур виконала свою першу головну роль у фільмі «Храм Венери» (1923), безсюжетній казці про групу танцюючих німф. Незадоволений її грою, режисер Генрі Отто на третій день зйомок замінив Артур на більш досвідчену на його думку 19-річну акторку Мері Філбін. Артур планує покинути кіноіндустрію назавжди, але неохоче залишається через підписаний контракт. Вона знімається для модельних каталогів Лос-Анджелеса, а також у рекламному ролику нового нічного клубу «Енсіно». Однак це не приносить популярності.
Все змінилося, коли Артур з'явилася на фірмі «Action Pictures», що знімала малобюджетні вестерни «категорії B». Вона справила враження на власника, Лестера Ф. Скотта мол., і в результаті за два роки знялася у понад 20 вестернах. Маючи гонорар у всього 25 доларів за картину, Артур страждала від важких умов, в яких була змушена працювати: «Зйомки велися, як правило, в одному і тому ж місці, часто в пустелі поблизу Лос-Анджелеса, під палючим сонцем. Все це пісилювалося майже постійною відсутністю питної води та елементарних навісів, під якими можна було б сховатися від сонячних променів. До того ж, у цих фільмах знімалися звичайні ковбої, грубі і неосвічені люди, тому молодій акторці в професійному плані від них не було ніякої користі». Крім участі у фільмах студії «Action Pictures», з 1924 по 1926 роки Артур знялася ще в кількох незалежних вестернах («Аптечний ковбой», 1925), а також у вестернах для «Poverty Row». Виступила також в епізодичній ролі у фільмі Бастера Кітона «Сім шансів» (1925)
У 1927 Артур привертає увагу, знявшись з Мей Буш і Чарльзом Делані у фільмі «Мисливці на мужів». Згодом працює у фільмі «Підкови» (1927), що приніс непогану касу: за участь у ньому Артур отримала 700 доларів гонорару. Режисер Річард Воллес, ігноруючи прохання боса студії Фокса взяти досвідченішу акторку, надає Артур головну жіночу роль в підлітковій комедії «Бідний горіх» (1927). Збентежена напрямком, якого набуває її кар'єра, Артур робить перерву в інтерв'ю. Вона налаштована досить скептично, підписуючи контракт на роль у «Розминці» (1928) студії Famous Players-Lasky, з Річардом Діксом у головній ролі. Проте будучи першим звуковим фільмом студії, картина отримала широку увагу преси, і роботу Артур хвалили. У «Вар'єте» писали, що «Дікс і Артур були просто блискучими, незважаючи на убогість матеріалу», журнал «Screenland» написав, що Артур «є однією з найчарівніших молодих акторок, що коли-небудь працювали з Діксом. Вона виглядає і діє не так, як звичайні героїні. Вона дійсно хороша дівчина і має талант». Після успіху в «Розминці» Артур підписала контракт зі студією, що згодом стане відомою як Paramount Pictures.

### Звукові фільми
З появою звукового кіно в кінці 1920-х Артур була однією з багатьох акторів «Paramount Pictures», які спочатку не бажали адаптуватися до участі у звукових фільмах. Усвідомивши, що повальне захоплення звуковим кіно не є тимчасовим, вона зв'язалася зі звукорежисером Роєм Помроєм. Незвичайний хриплуватий голос Артур сприяв її навчанню в Бродвейському театрі на початку 1930-х, що зрештою допомогло їй стати зіркою звукового екрану. Дебютувала у звуці фільмом «Справа про вбивство канарки» (1929) з Вільямом Павеллом і Луїзою Брукс. Пізніше Артур говорила, що в ті часи вона була «дуже поганою акторкою… їй страшенно хотілося стати кращою, але… позначався брак досвіду і відсутність справжньої школи».

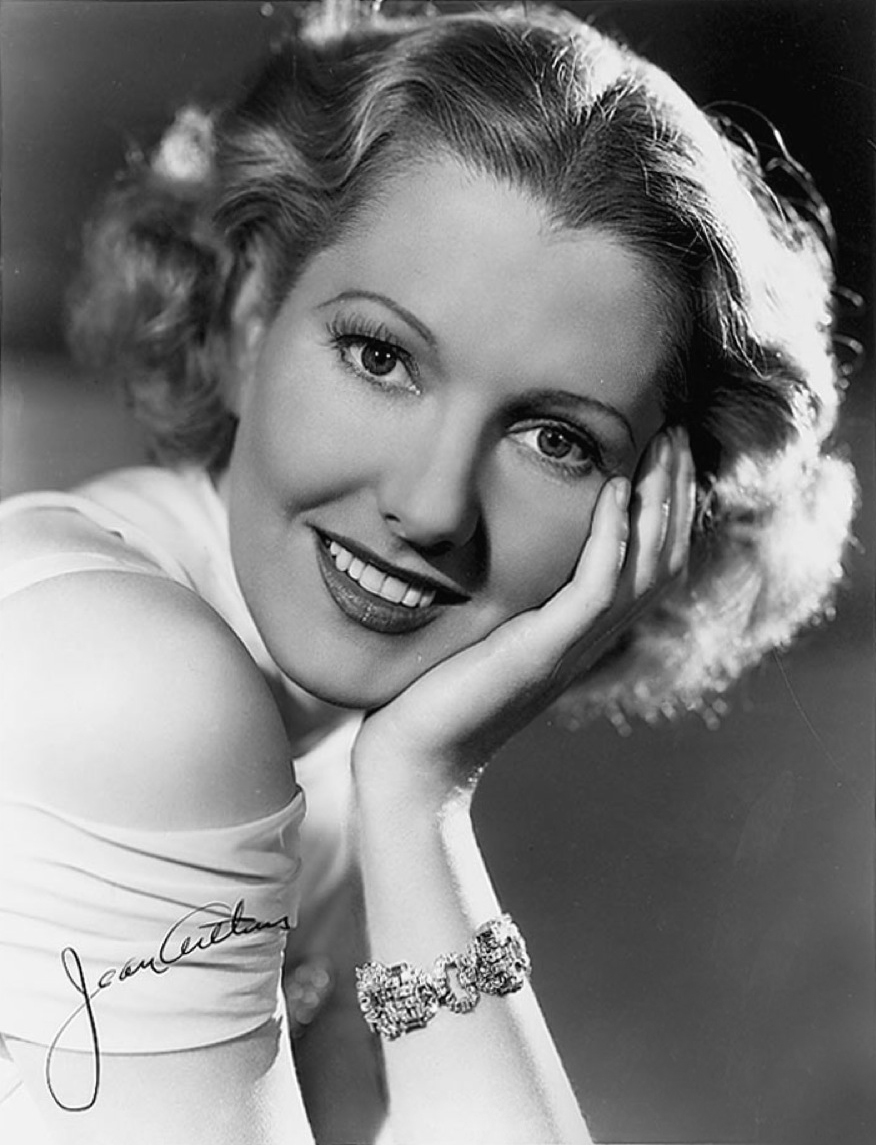
Рекламне фото середини 1930-х років з автографом

У перші роки звукового кіно «Paramount» брав на контракт досвідчених акторів з хорошим вокалом і значними заслугами. Артур не входила до їх числа і мусила боротися за визнання у кіноіндустрії. Будучи в стосунках з виконавчим продюсером Девідом Селзніком (який мав відносини з Ірен Селзнік), вона стає популярною. У 1929 році обрана однією з WAMPAS Baby Stars. Після німого вестерну «категорії В» «Сходи з піску» (1929) Артур зіграла головну роль у «Таємничому докторі Фу Манчу» (1929), заробивши схвальні відгуки критики. Артур стає відомою і вимушена позувати фотографам і давати інтерв'ю попри свою нелюбов до публічності.
Завдяки Селзніку Артур отримує свою найкращу на той момент роль — у фільмі «Дитя суботнього вечора» (1929) з Кларою Боу, тогочасним секс-символом Голлівуду. З двох акторок у фільмі більш помітною була Артур. Продюсер Едвард Сазерленд говорив: «Артур виконувала свою роль так добре, що нам довелося різати і різати відзняте, інакше весь успіх дістався б їй одній». Пізніше Артур розповідала про роботу з Боу: «Вона була дуже щедрою, анітрохи не зарозумілою, нічого такого. До мене вона ставилася чудово». Фільм мав помірний успіх, і у\ «Нью-Йорк Таймс» написали, що фільм «міг би залишитися звичайним середняком, якби не Джин Артур, яка з великою майстерністю виконала свою роль».
Далі грала у фільмі «На півдорозі до раю» (1929) з популярним на той час Чарльзом Роджерсом. Журнал Variety написав про фільм, що «кар'єра Джин була б значно успішнішою, якби вона постаралася виглядати більш сексуально». Отримала від Селзніка роль у фільмі «Вулиця удачі» (1930). Однак режисер картини Джон Кромвель лишився незадоволеним, порадив Артур залишити думки про Голлівуд і повернутися до Нью-Йорка.
До 1930 року стосунки Джин Артур і Селзніка закінчилися, після чого її кар'єра у «Paramount» похитнулася. Після кількох незначних ролей інженю у посередніх фільмах Артур дебютувала в маленькій ролі на сцені «Pasadena Playhouse» у десятиденному шоу «Пісня весни». Повернувшись до Голлівуду, Артур бачить, що її кар'єра погіршується, і перефарбовується у блондинку в спробі уникнути порівняння з успішнішою Мері Брайан. Однак до середини 1931-го закінчився її трирічний контракт з «Paramount». Продовжувати його не стали — зокрема, через фінансові труднощі на студії, що виникли з приводу Великої депресії.

### Театр

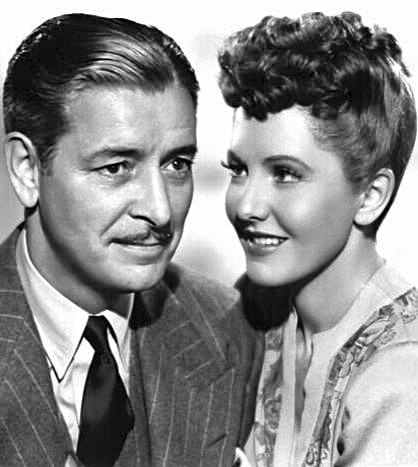
Джин Артур з Рональдом Колманом у фільмі «Все місто говорить» (1942)

Наприкінці 1931 року Артур повернулася до Нью-Йорку, де з допомогою агента Бродвею отримала роль в адаптації п'єси «Лісістрати», поставленої в «Театрі Рів'єра» 24 січня 1932 року. Через кілька місяців Артур дебютувала у бродвейській виставі «Іноземні романи» з Дороті Гіш і Осгудом Перкінсом. Попри успіх і хорошу гру Артур, театр закрився після 23 виступів. Тим не менш, критика була вражена її роботою на сцені. Незабаром Артур зіграла жіночу роль у виставі «Чоловік, який вправляв собі мізки», прем'єра якої відбулася 8 вересня 1932 року в Бродхерстському театрі. Через негативні відгуки театр довелося закрити. Після цього акторка повертається до Каліфорнії для відпочинку. Там вона отримує свою першу за два роки кінороль у фільмі «Минуле Мері Голмс» (1933) студії RKO Pictures.
Повернувшись на Бродвей, Артур продовжує з'являтися у невеликих п'єсах, які не мали особливого успіху. Однак критика продовжувала хвалити її в оглядах, відзначаючи, що Артур набуває все більшої впевненості. Порівнюючи свою кар'єру в Голлівуді і Нью-Йорку, Артур говорила:
|  | Я не думаю, що Голлівуд — це те місце, де ти можеш бути самою собою. Людина повинна знайти себе ще до приїзду сюди. На сцені я знайшла себе, відчула себе у іншому світі. Тут враховували мою індивідуальність. Режисер повірив у мене, і я зрозуміла, яке це — бути самою собою. [..] Я дізналася, що означає опинитися лицем до лиця з глядачами і забути про них, граючи роль. Бачити вогні рампи — і не помічати їх, бачити реакцію сотень людей відразу, але зануритися у роль настільки, що просто не звертати на це уваги. Оригінальний текст (англ.) I don't think Hollywood is the place to be yourself. The individual ought to find herself before coming to Hollywood. On the stage I found myself to be in a different world. The individual counted. The director encouraged me and I learned how to be myself. [..] I learned to face audiences and to forget them. To see the footlights and not to see them; to gauge the reactions of hundreds of people, and yet to throw myself so completely into a role that I was oblivious to their reaction. |

## Пам'ять
- Ім'я Джин Артур вибите на Алеї Слави у Голлівуді.

## Вибрана фільмографія
| Рік  |   | Українська назва                  | Оригінальна назва            | Роль                                            |
| ---- | - | --------------------------------- | ---------------------------- | ----------------------------------------------- |
| 1923 | ф | Камео Кірбі                       | Cameo Kirby                  | Енн Плейделл                                    |
| 1924 | ф | Залізний кінь                     | The Iron Horse               | Репортер (в титрах не вказана)                  |
| 1925 | ф | Сім шансів                        | Seven Chances                | Портьє в заміському клубі (в титрах не вказана) |
| 1927 | ф | Переможці пустелі                 | Winners of the Wilderness    | (в титрах не вказана)                           |
| 1928 | ф | Братська любов                    | Brotherly Love               | Мері                                            |
| 1928 | ф | Жовтофіолі                        | Wallflowers                  | Сандра                                          |
| 1930 | ф | Вулиця удачі                      | Street of Chance             | Джудіт Марсден                                  |
| 1931 | ф | Таємниця юриста                   | The Lawyer's Secret          |                                                 |
| 1935 | ф | Все місто говорить                | The Whole Town's Talking     | Міс Кларк                                       |
| 1936 | ф | «Містер Дідс переїжджає до міста  | Mr. Deeds Goes to Town       | Луїза Беннет                                    |
| 1937 | ф | Історію роблять уночі             | History Is Made at Night     | Айрін Вейл                                      |
| 1938 | ф | З собою не забрати                | You Can't Take It With You   | Еліс Сікамор                                    |
| 1939 | ф | Тільки в янголів є крила          | Only Angels Have Wings       | Бонні Лі                                        |
| 1939 | ф | Містер Сміт вирушає до Вашингтона | Mr. Smith Goes to Washington | Кларисса Сондерс                                |
| 1941 | ф | Диявол і міс Джонс                | The Devil and Miss Jones     | Мері Джонс                                      |
| 1942 | ф | Все місто говорить                | The Talk of the Town         | Міс Нора Шеллі                                  |
| 1943 | ф | Чим більше, тим веселіше          | The More the Merrier         | Констанс Мілліган                               |
| 1948 | ф | Іноземний роман                   | A Foreign Affair             | Фібі Фрост                                      |
| 1953 | ф | Шейн                              | Shane                        | Меріан Старрет                                  |